# Caesar Tusculum

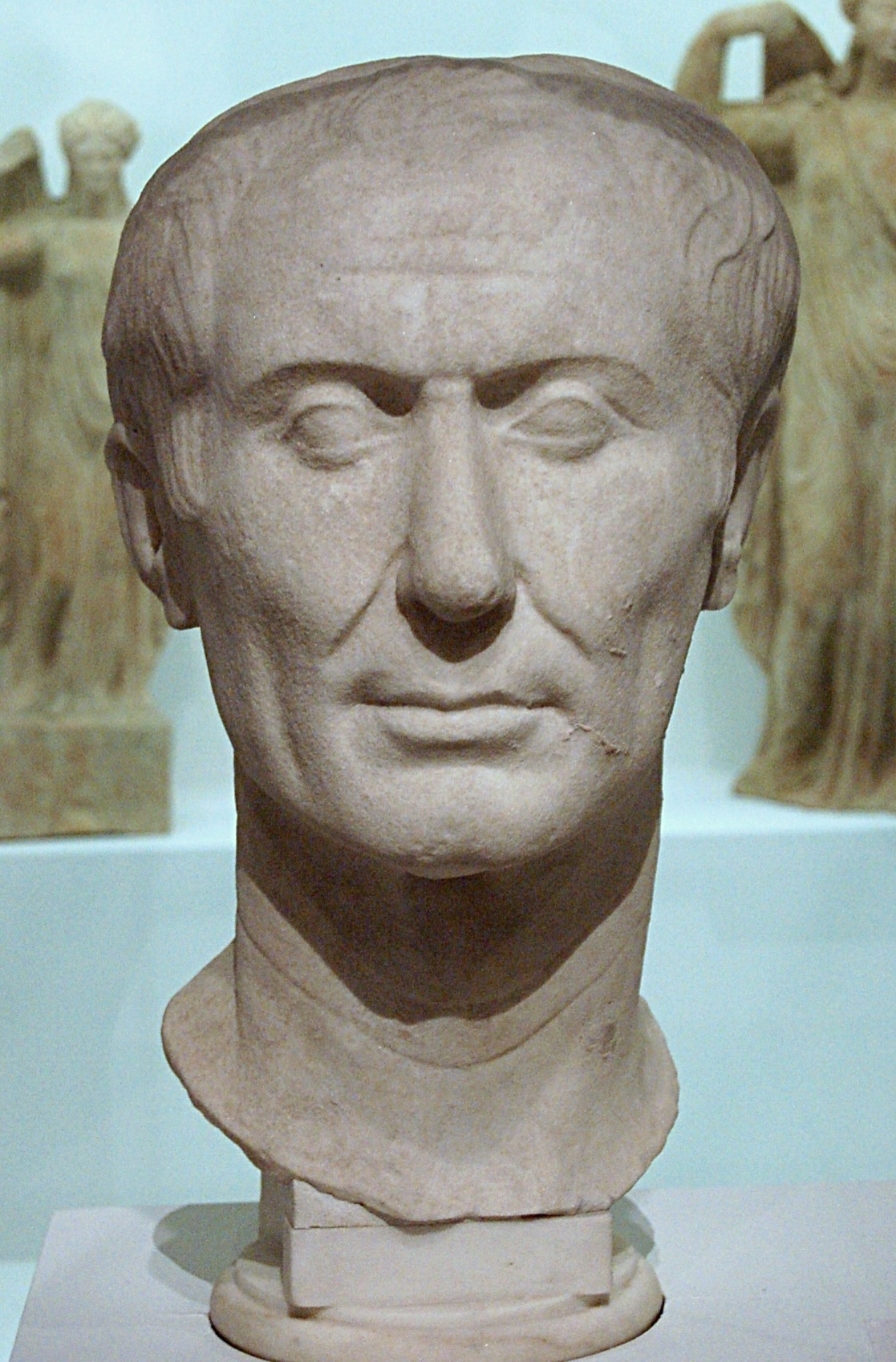
Porträt Caesars aus Tusculum

Der Caesar Tusculum ist ein Porträtkopf des römischen Feldherren und Politikers Gaius Iulius Caesar, der im Museo di Antichità in Turin aufbewahrt wird. Der zugrunde liegende Bildnistypus, der nach diesem Porträt Tusculum-Turin genannt wird, ist der einzige erhaltene, der zu Lebzeiten Caesars angefertigt wurde. Ein weiterer Bildnistyp Caesars, der noch vor dem Beginn der Römischen Kaiserzeit gefertigt wurde, ist der Typus Caesar Camposanto-Chiaramonti. Bei dem 33 cm hohen Porträtkopf in Turin handelt es sich um eine in Carrara-Marmor ausgeführte Kopie trajanischer Zeit nach einem Vorbild aus Bronze, das in die Jahre 50–40 v. Chr. datiert wird.
Der Abgebildete wurde anhand von Münzbildnissen identifiziert. Die Seitenansichten des Porträtkopfs, dessen Oberfläche stark korrodiert ist, stimmen mit Münzen insbesondere des Münzmeisters Marcus Mettius überein, die vor der Ermordung Caesars geprägt worden sind. Der Scheitel des Porträts ist verlängert und bildet eine Sattelform, die das Resultat einer vorzeitigen Verknöcherung der Nähte zwischen dem Scheitelbein und dem Schläfenbein in Caesars Schädel gewesen sein könnte. Das Porträt weist eine Dolichocephalie auf, eine Art von Schädeldeformation, „an der Caesar möglicherweise litt oder auch nicht“, wie es Mary Beard ausdrückt. Wie bei der Büste von Arles (von der die Ausgräber gegen erhebliche Widerstände behaupten, dass es sich um eine Darstellung von Caesar handelt), weist das Porträt einen faltigen Hals auf. Dieses Merkmal wurde bei anderen postumen Porträts weggelassen, ist aber auf mindestens einer Münze zu sehen. Laut Jiří Frel charakterisiert dieses Merkmal Caesar – im Gegensatz zu späteren Porträts – eher als Feldherrn denn als Herrscher. So galten Falten als Ausdruck von Lebenserfahrung, standen für virtus („Tugend, Tapferkeit“) und gravitas („Würde, Charakterstärke“). Das Haar Caesars ist schütter. Diese realistischen Merkmale stellen das Porträt in die Tradition des spätrepublikanischen Verismus und unterscheiden sie von anderen als „Caesar“ identifizierten Porträts.
Das Tusculum-Porträt wurde im Jahr 1825 bei im Auftrag von Lucien Bonaparte auf dem Forum von Tusculum in Latium durchgeführten Ausgrabungen gefunden. Später wurde es nach Castello d’Aglie bei Turin gebracht, weswegen der Bildnistypus auch unter dem Namen Typus Agliè bekannt ist. Erst im Jahr 1940 wurde es als Caesar-Porträt identifiziert. Es sind drei Kopien des Porträts bekannt, die sich in Woburn Abbey (Bedfordshire), in Privatbesitz in Florenz und in Rom befinden.

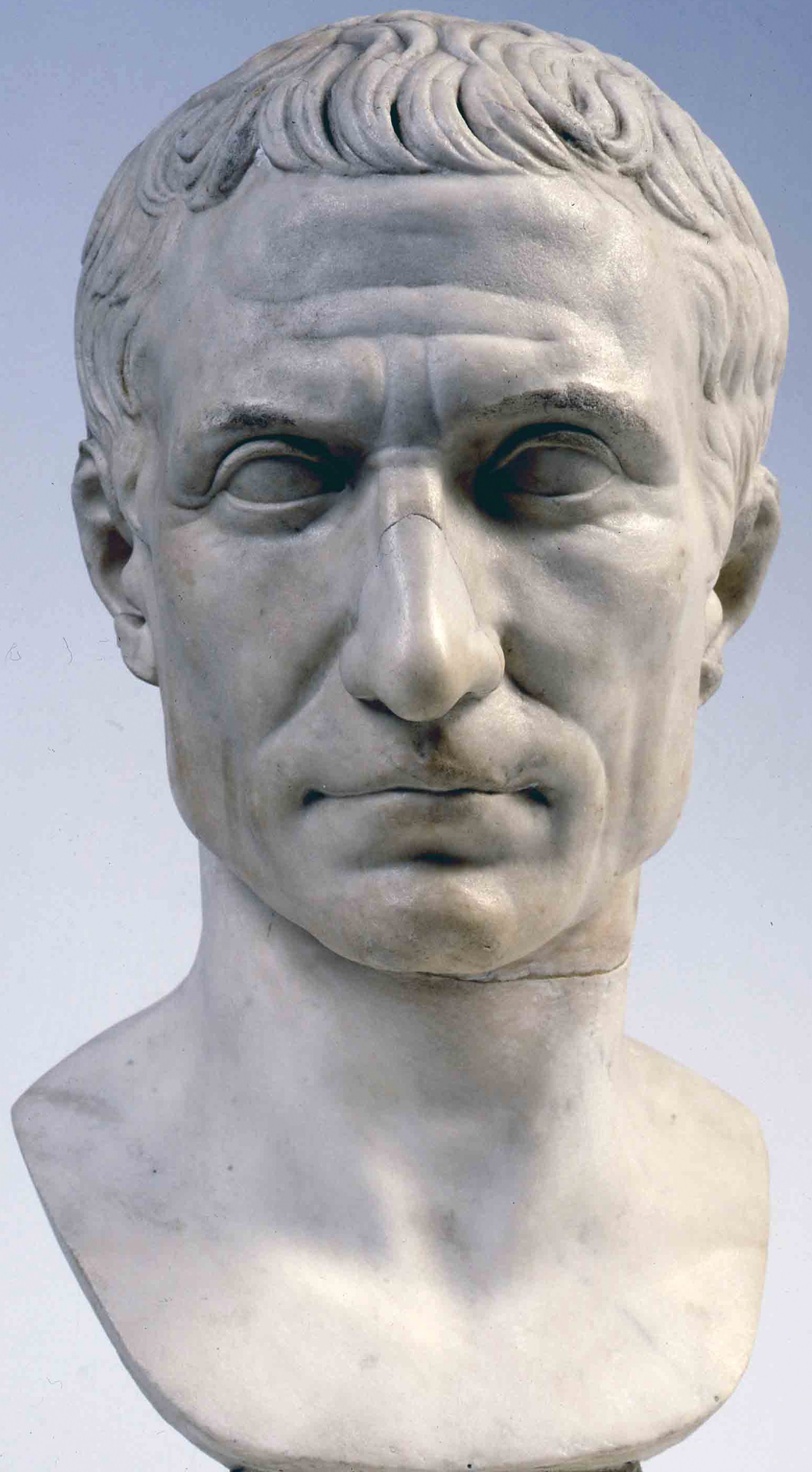
„Caesar Chiaramonti“
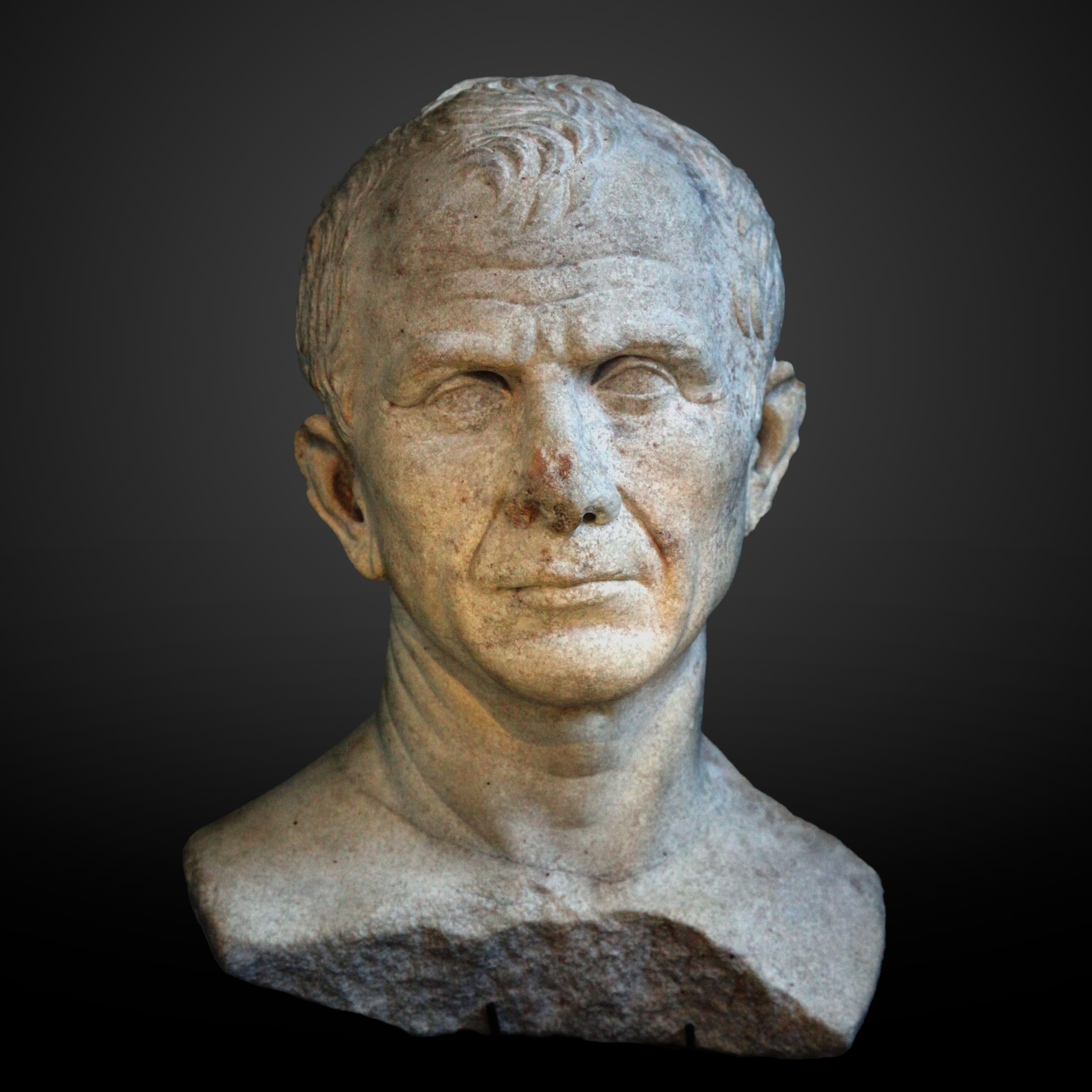
Die „Arles-Büste“
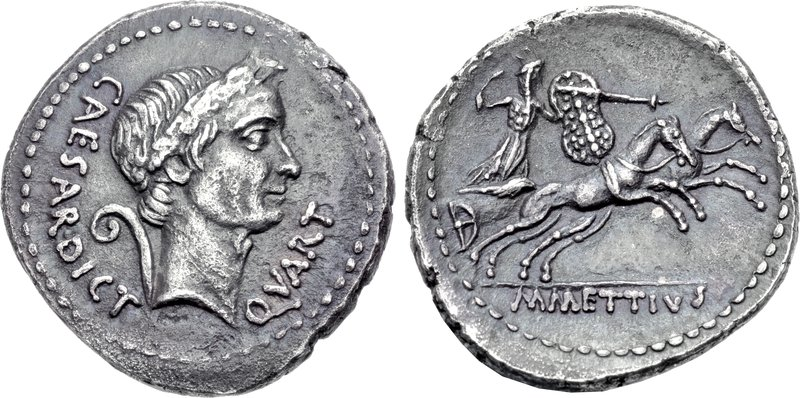
Denar des Marcus Mettius mit Porträt Caesars, 44 v. Chr.